# Andrew Lowe
Andrew Lowe (Calgary, 1959) és un geofísic canadenc, astrònom aficionat i descobridor d'asteroides que va nàixer en la ciutat canadenca de Calgary, Alberta. En el període comprès entre 1976 i 2010 va trobar un total de 343 asteroides. És un dels catorze astrònoms més implicats en la cerca d'asteroides durant més de quatre dècades. Els objectes pròxims (207935) 2009 AF i (233960) 2010 AX2, descoberts per ell, van ser en els primers asteroides del seu grup que van ser numerats en el període 2009-2010.
En reconeixement dels seus serveis, l'asteroide (4091) Lowe va ser anomenat en el seu honor.